# Museo nazionale del Palazzo di Venezia
Il Museo nazionale del Palazzo di Venezia è un museo statale di Roma, alloggiato nell'omonimo palazzo, il quale ospita anche l'importante Biblioteca di archeologia e storia dell'arte.
Dal dicembre 2014 il Ministero per i beni e le attività culturali lo ha gestito tramite il Polo museale del Lazio; quindi, nel dicembre 2019, lo ha unito al Vittoriano entro un'unica amministrazione, creando un nuovo ente dotato di autonomia speciale.

## Collezioni
Nel museo è possibile ammirare dipinti di artisti quali Beato Angelico, Giorgione (Doppio ritratto, 1502 circa), Giotto, Benozzo Gozzoli, Guercino, Carlo Maratta, Pisanello (Testa di donna), Guido Reni, Giorgio Vasari, Alessandro Algardi, Gian Lorenzo Bernini.
Il museo, inoltre, ospita una pregevole raccolta di manufatti delle cosiddette arti applicate: pastelli, sculture, bronzetti, maioliche, terrecotte, porcellane occidentali e orientali, medaglie, sigilli, mobili, armi e armature, avori, argenti, vetri, smalti, stoffe e arazzi. Esso custodisce circa 3.000 opere della Collezione Wurts, costituita da George Washington Wurts e Henrietta Tower e donata allo Stato Italiano alla loro morte nel 1933.
Il museo doveva in origine ospitare il Museo Nazionale del Medioevo e del Rinascimento, in contiguità con il Museo del Barocco che sarebbe dovuto sorgere a Palazzo Corsini.
Nel loggiato esterno (Giardino di Paolo II) è allestito un lapidario.
Ospita inoltre mostre temporanee.

## Galleria d'immagini

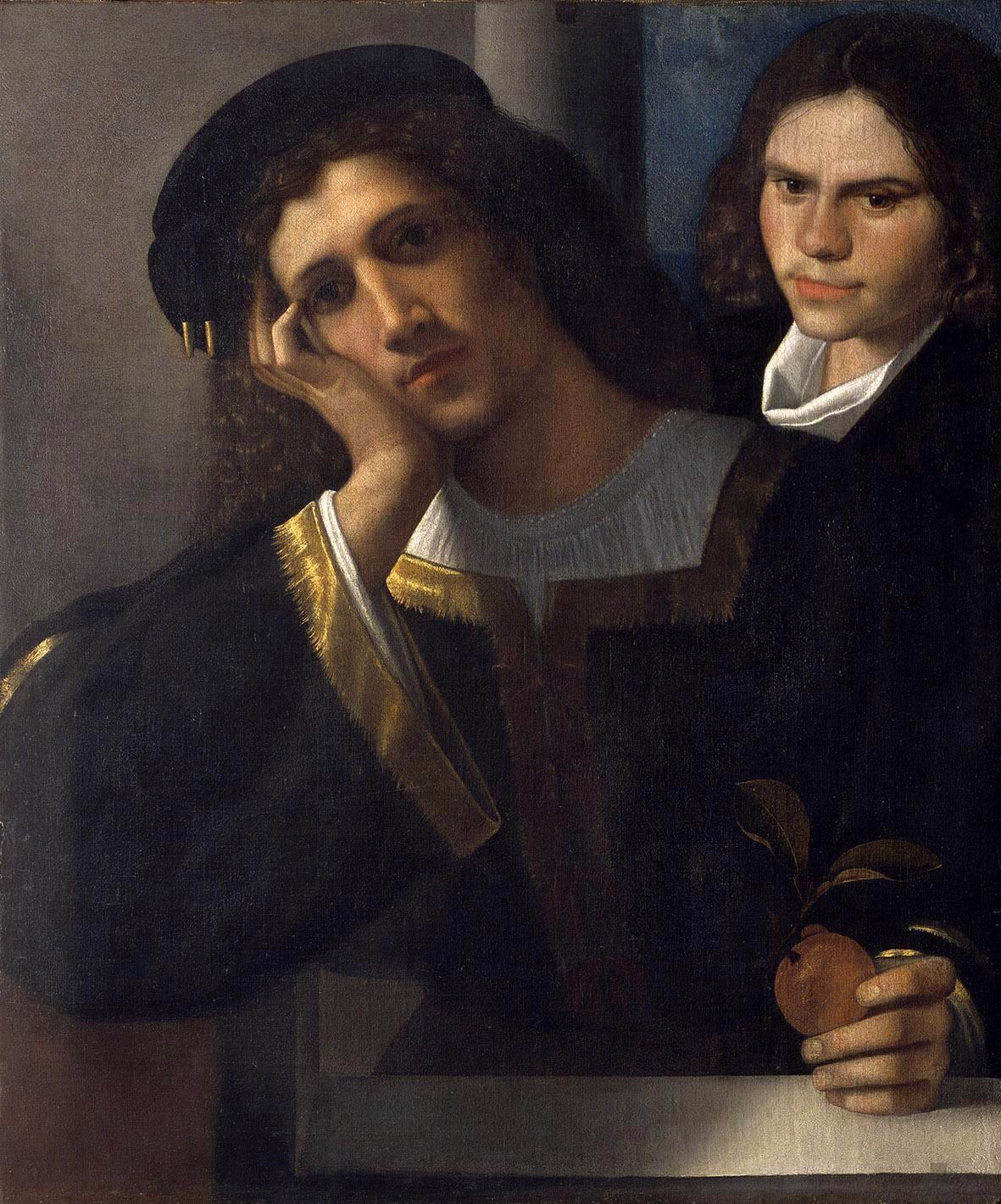
Doppio ritratto - Giorgione, 1502 ca.
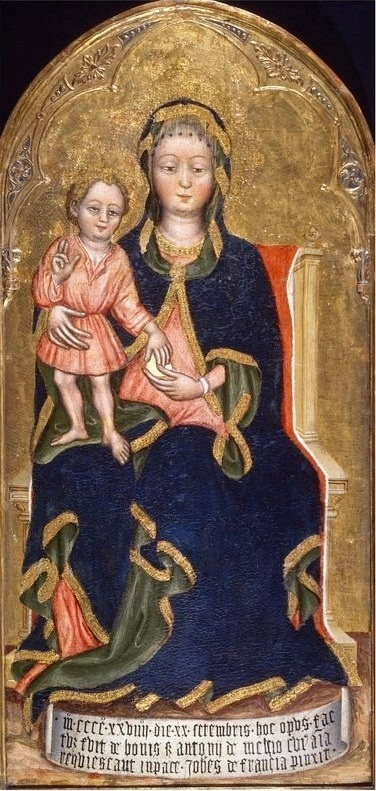
Madonna con il Bambino - Zanino di Pietro
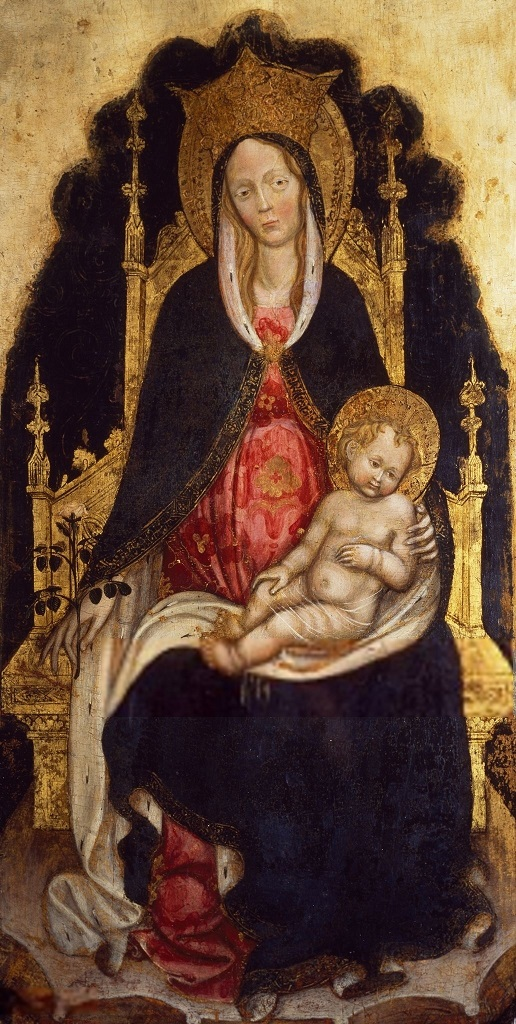
Madonna con il Bambino - Pisanello (attr.)
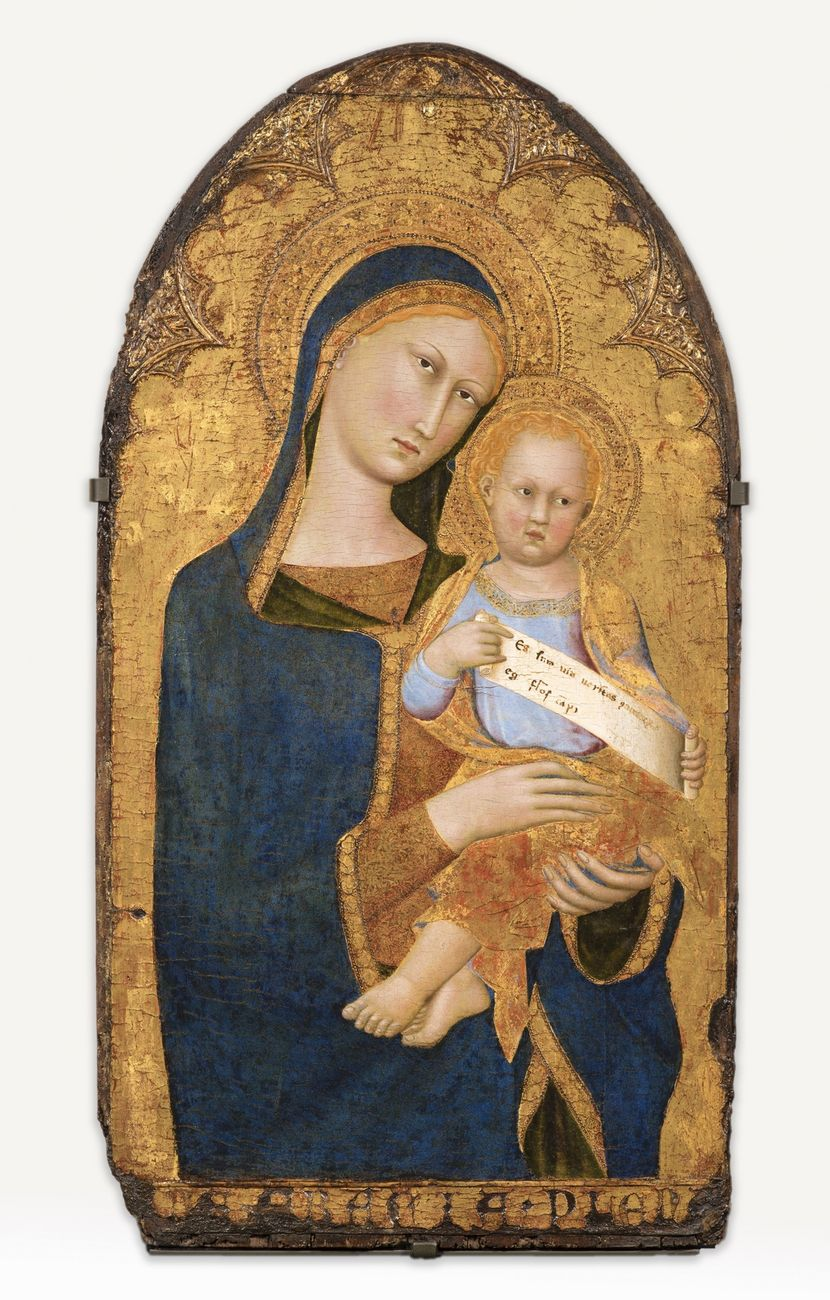
Madonna con il Bambino - Maestro della Madonna di Palazzo Venezia
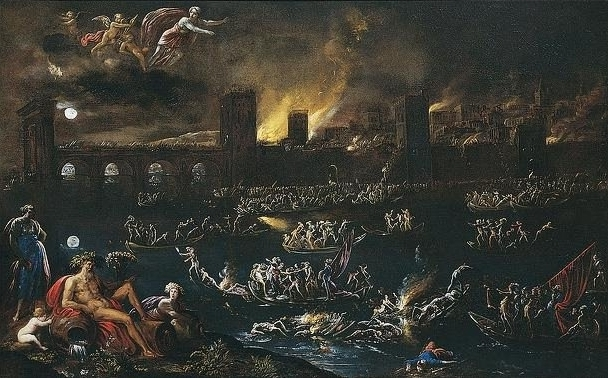
Arrivo di Cleopatra a Tarso - Agostino Tassi, 1637-1638
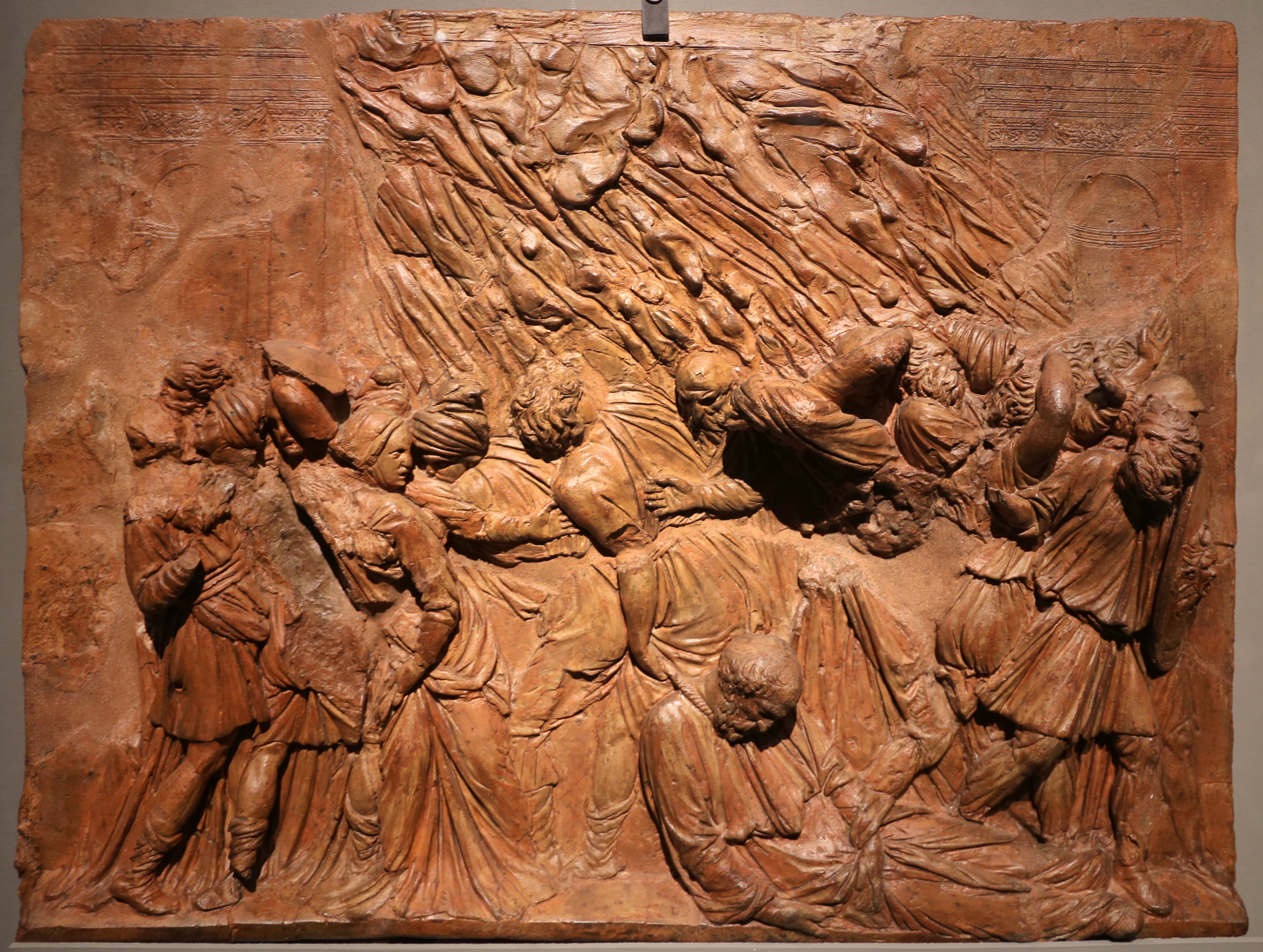
Martirio di San Marco - Jacopo Sansovino, 1536 ca.
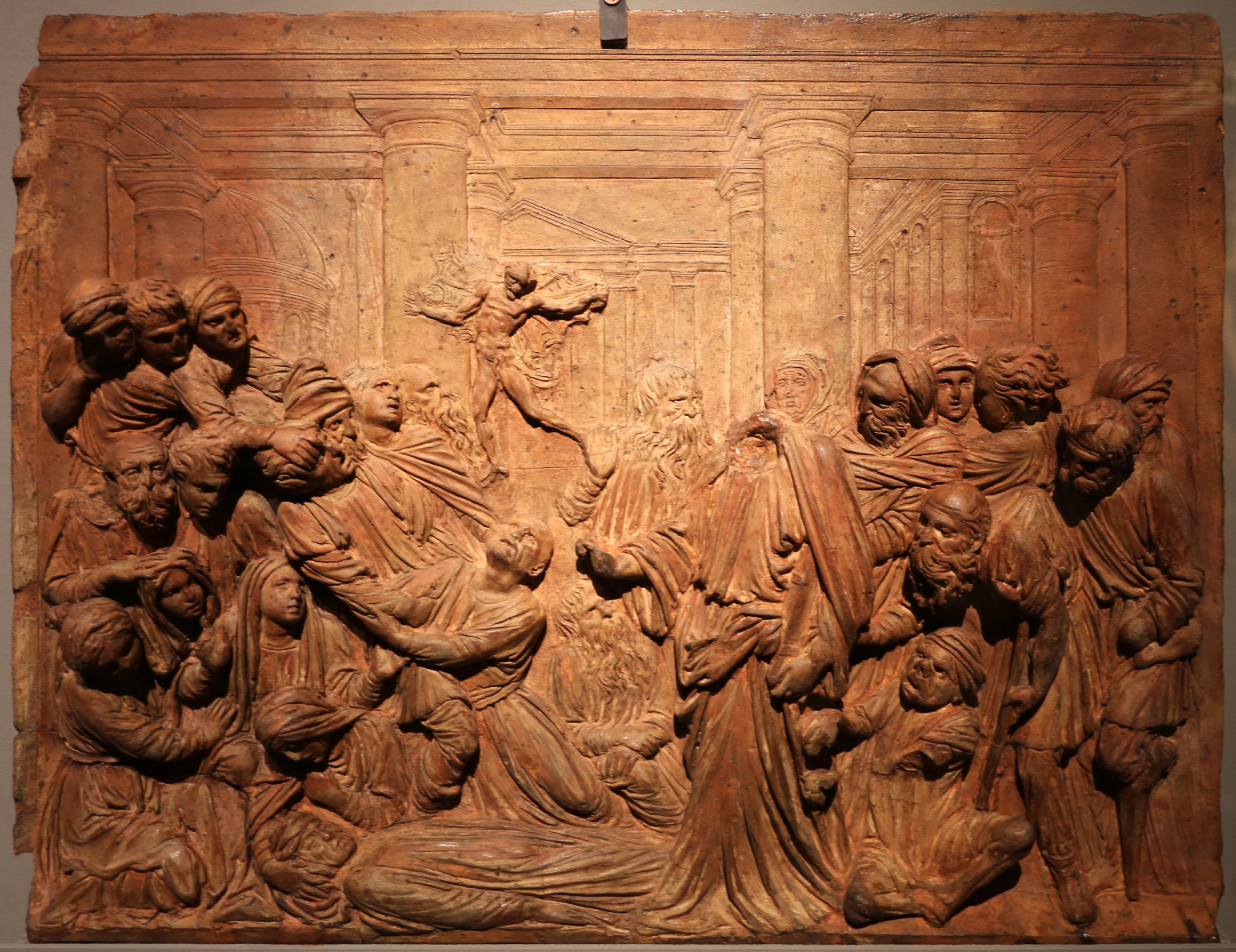
San Marco guarisce gli infermi e libera l'indemoniato - Jacopo Sansovino, 1536 ca.
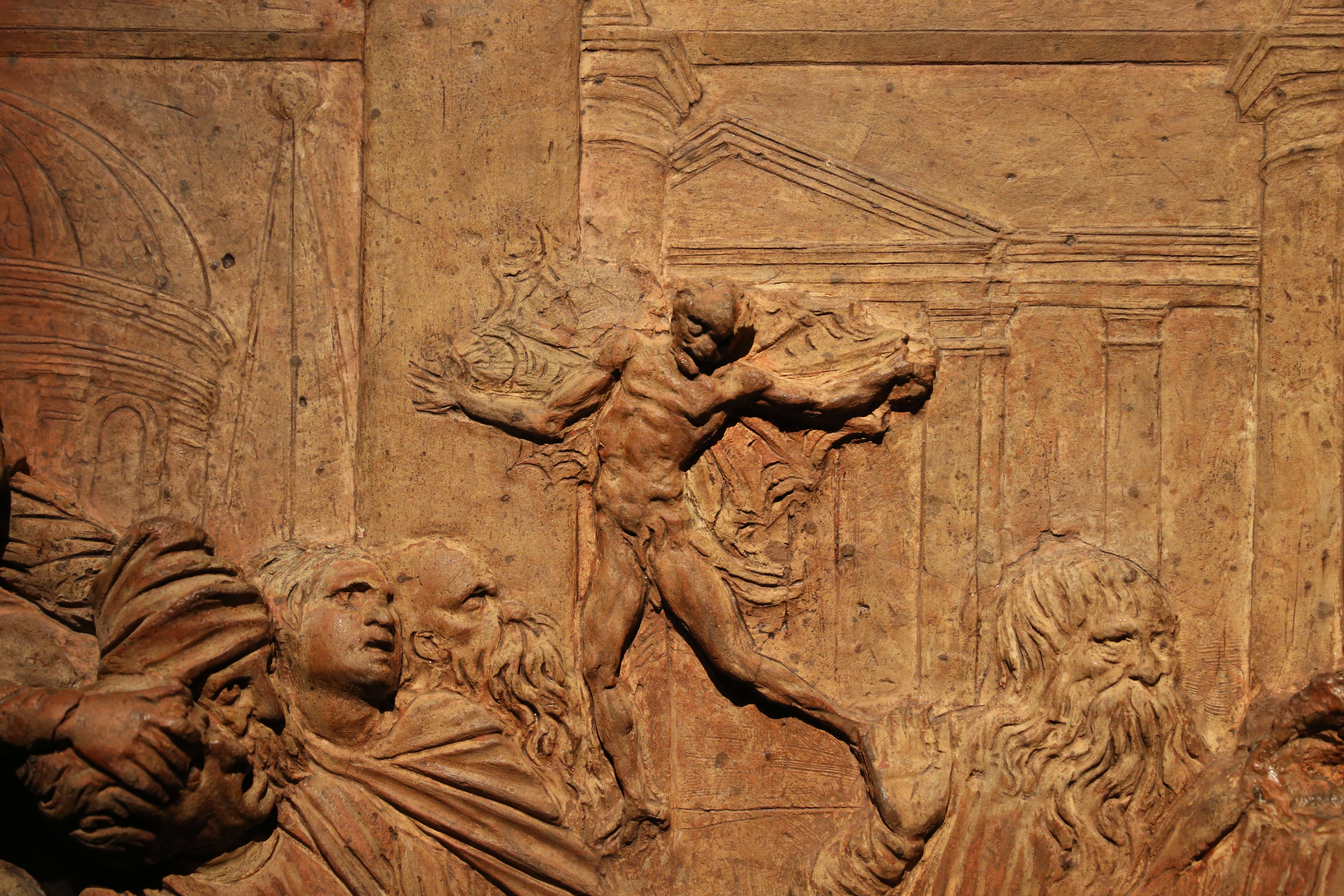
San Marco guarisce gli infermi e libera l'indemoniato - Jacopo Sansovino, 1536 ca.
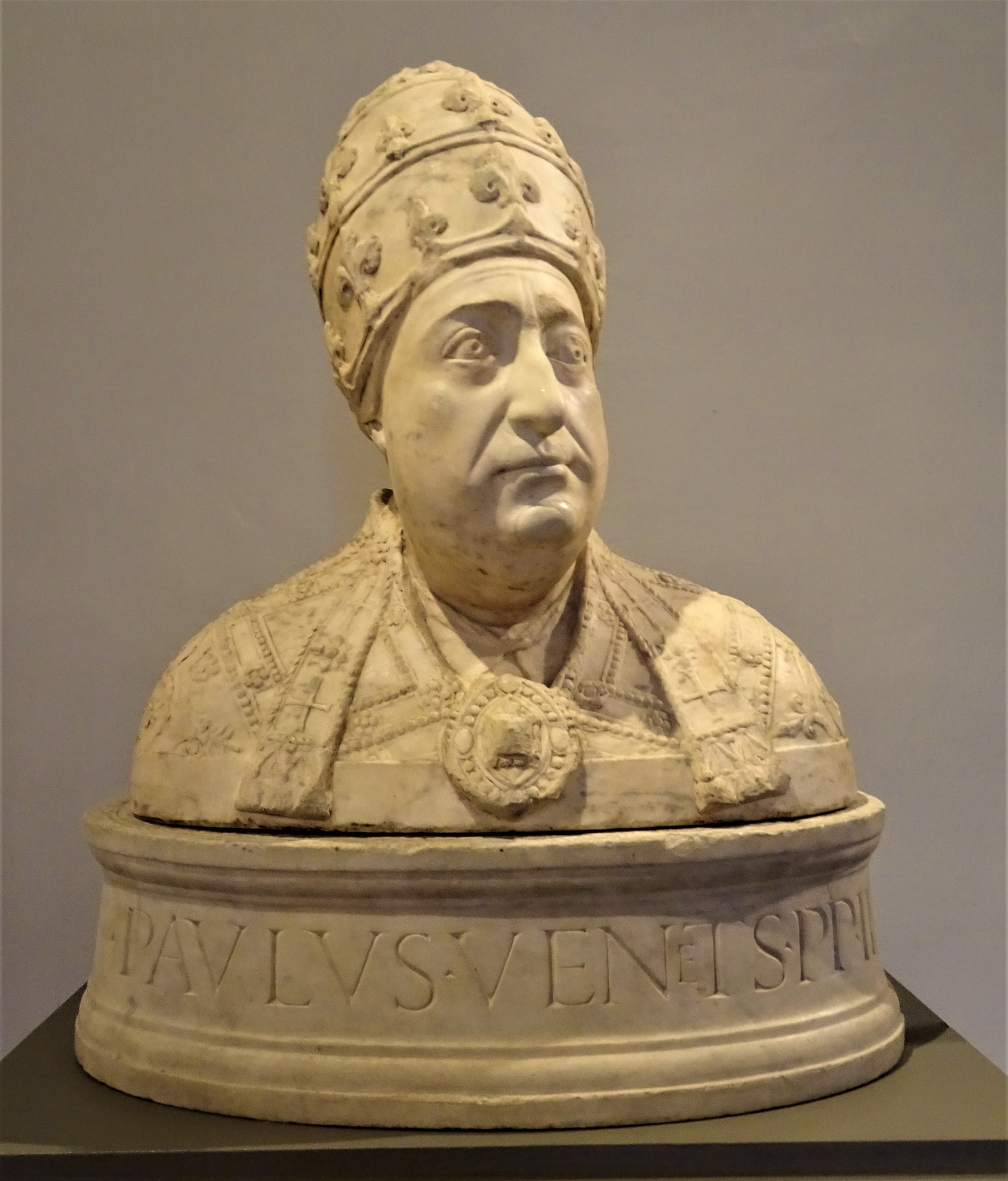
Busto di papa Paolo II Barbo - Mino da Fiesole
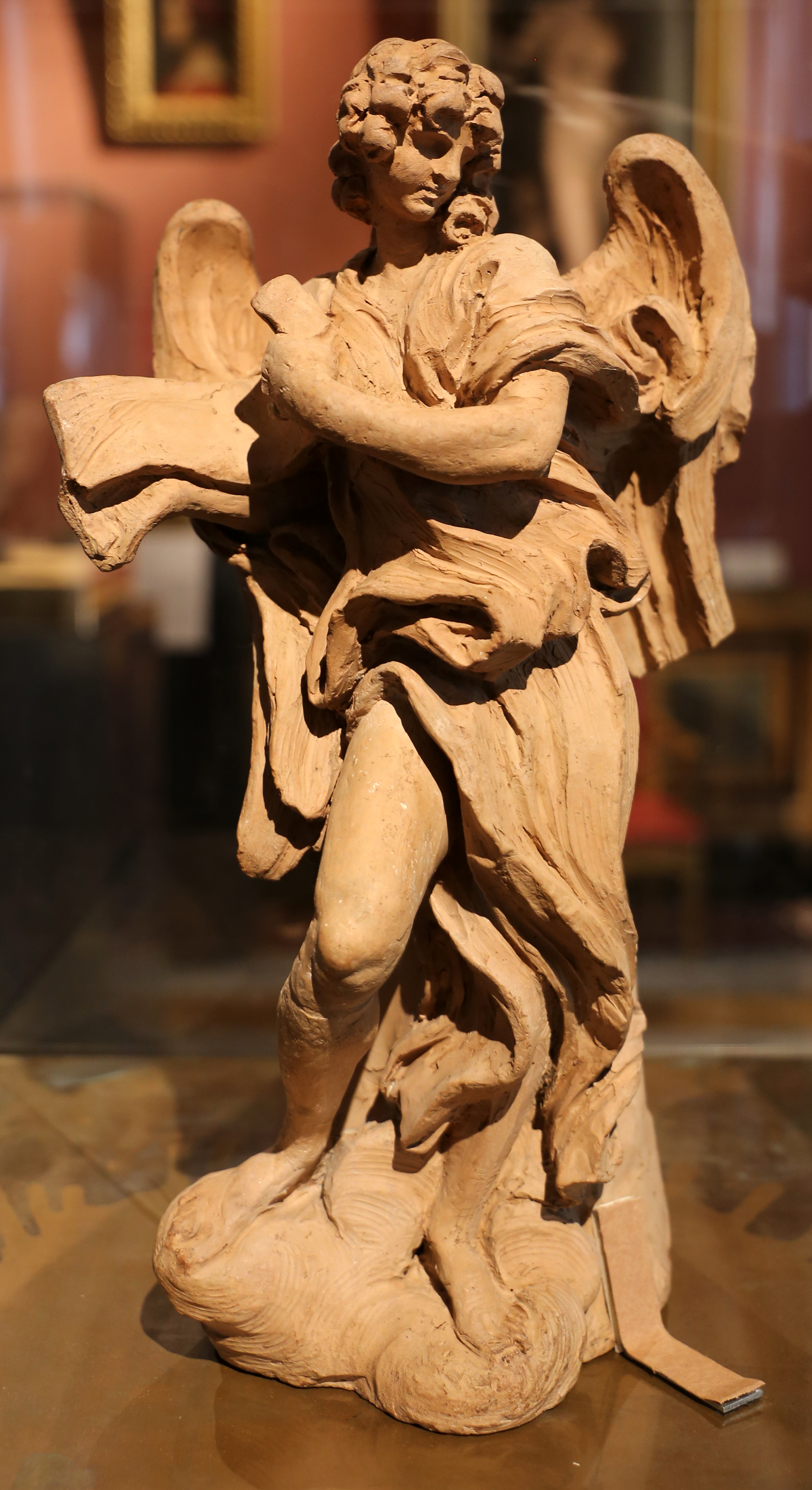
Angelo col titolo - Gian Lorenzo Bernini
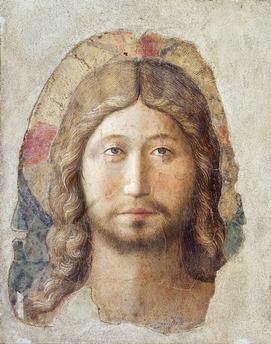
Volto di Cristo - Beato Angelico
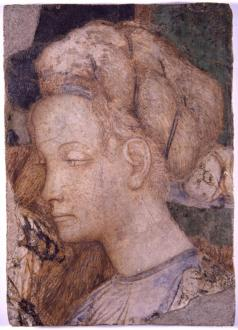
Testa di donna - Pisanello (attr.)
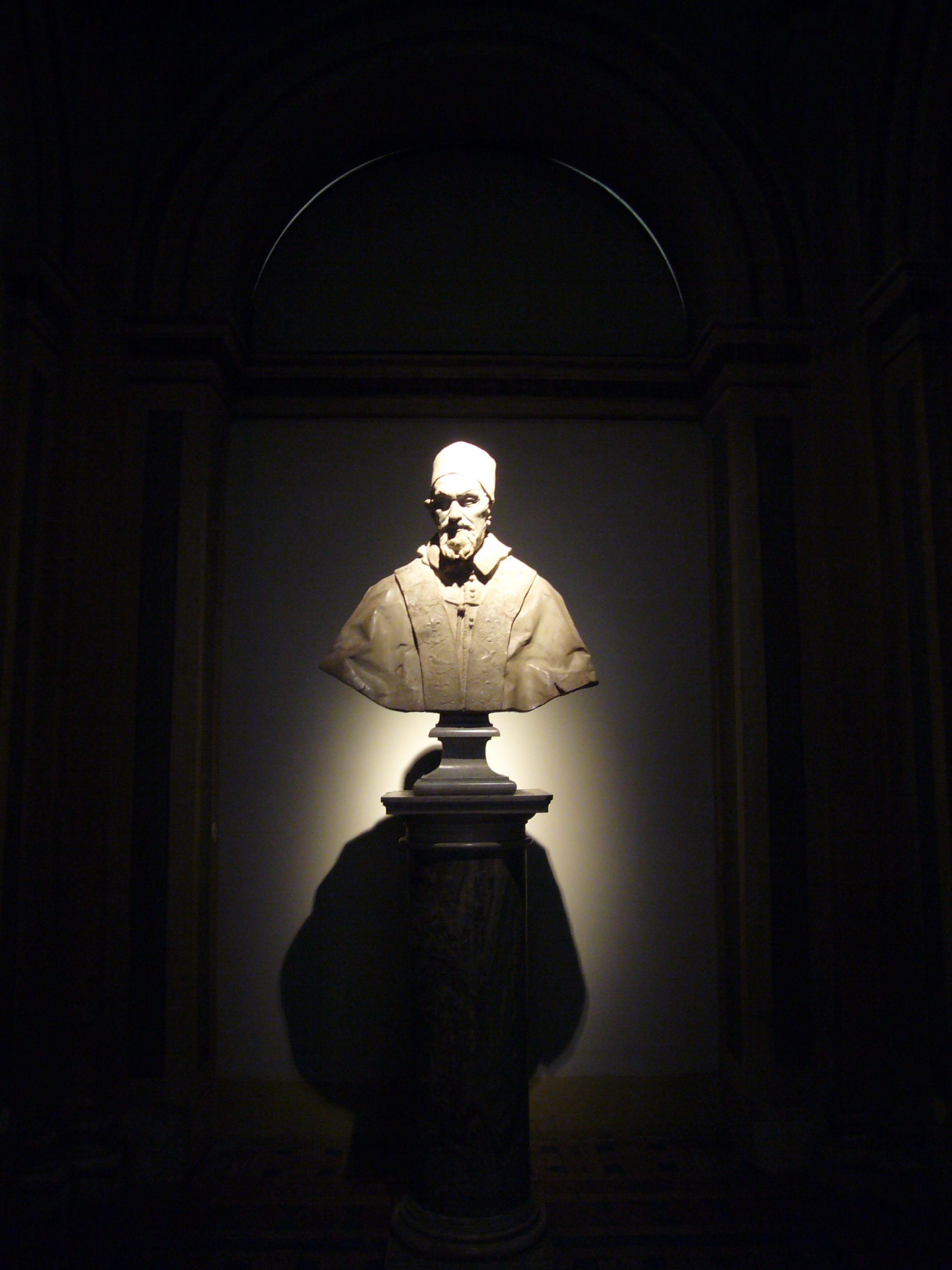
Busto di Innocenzo X Pamphili - Alessandro Algardi
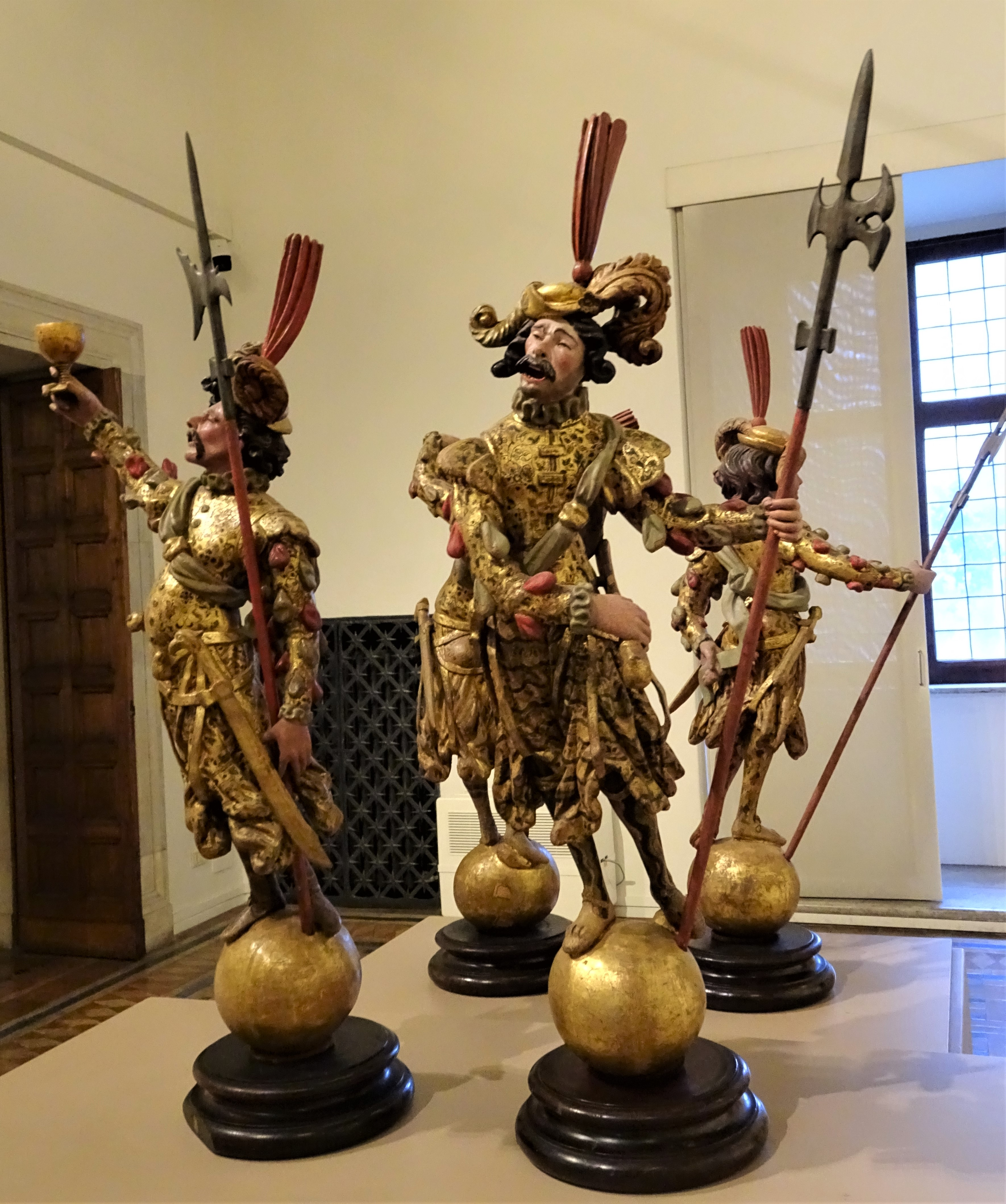
Lanzichenecchi - Manifattura tedesca
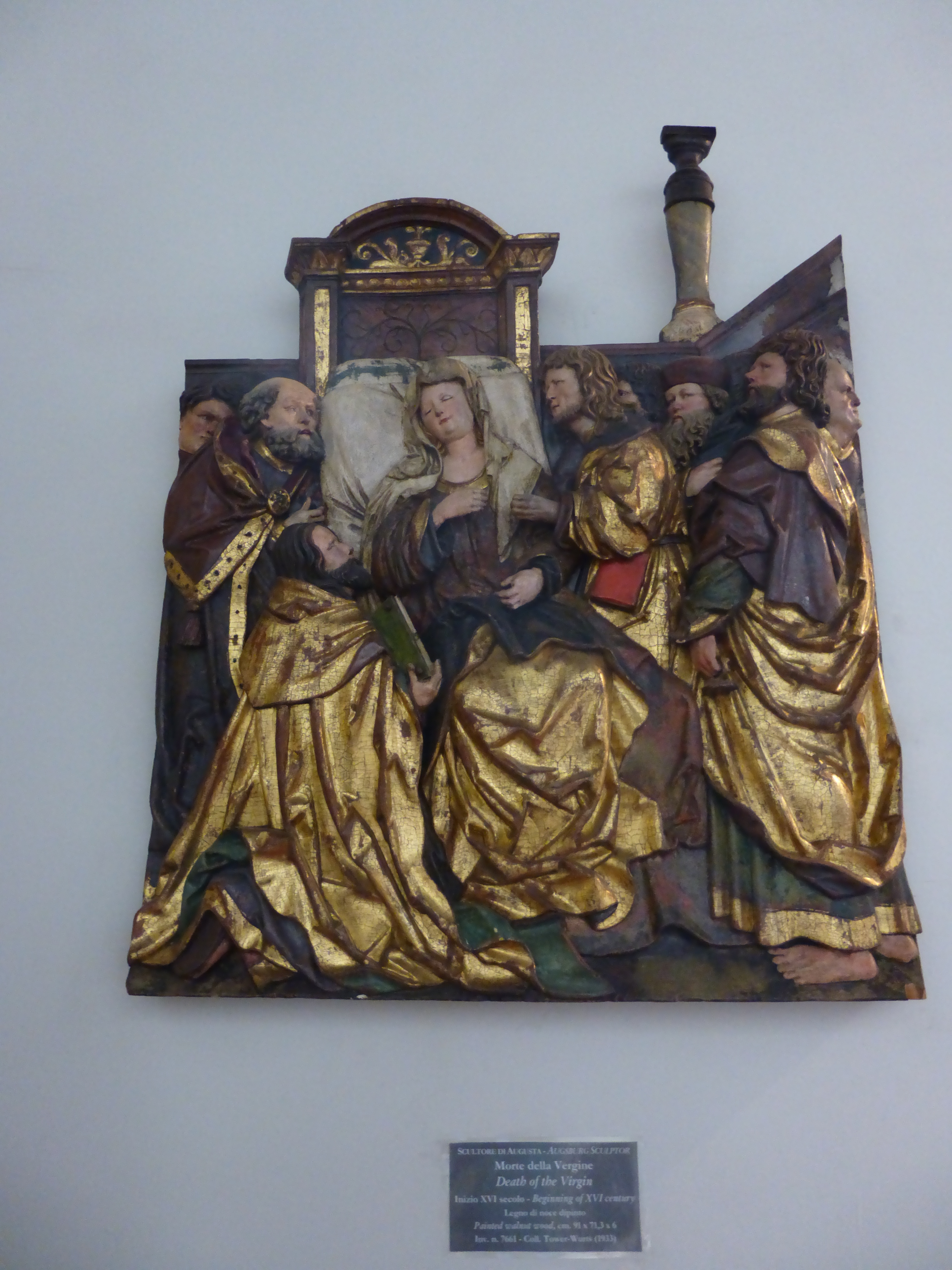
Morte della Vergine - Scultore di Augusta
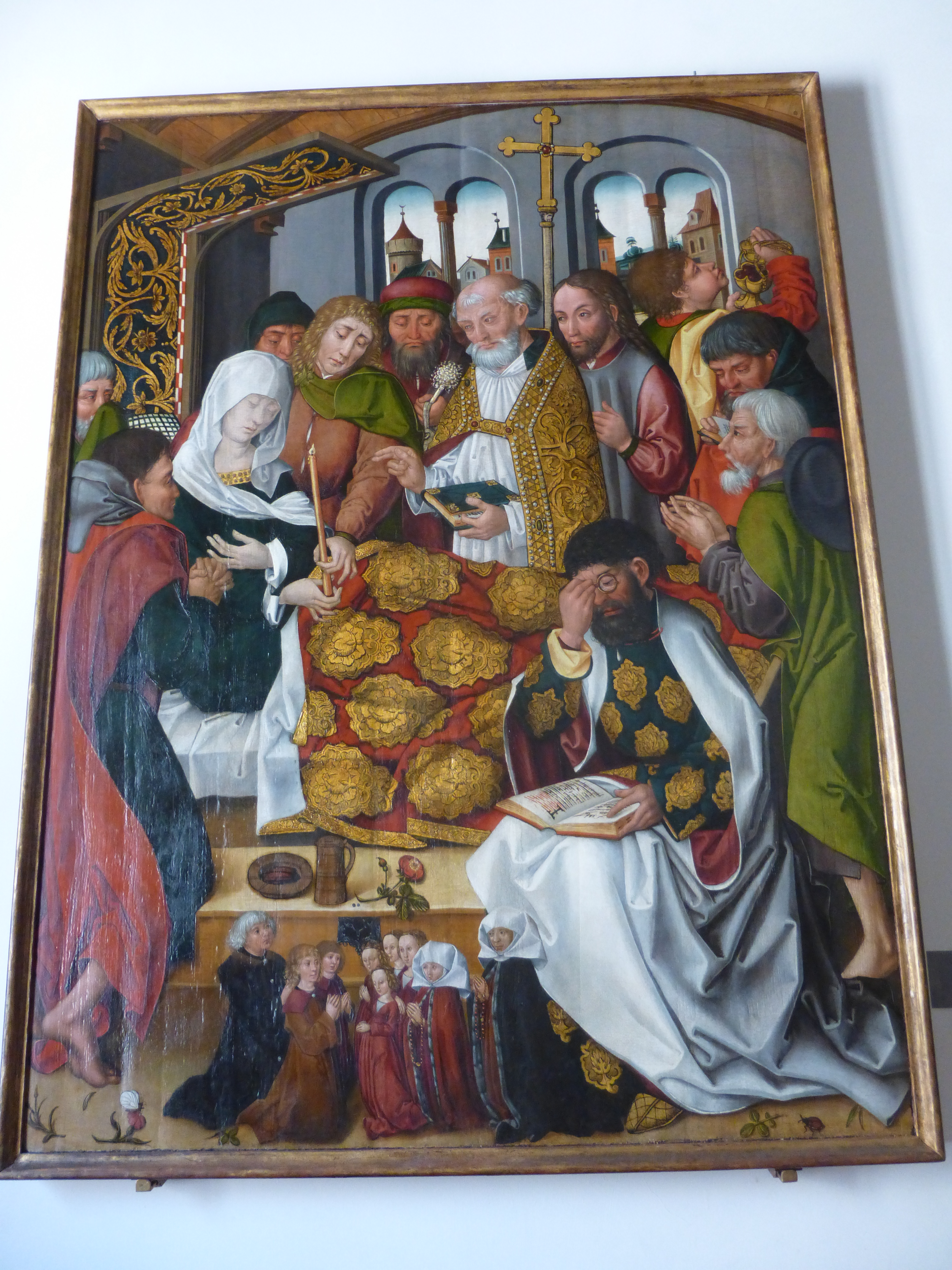
Morte della Vergine - Michael Wohlgemuth
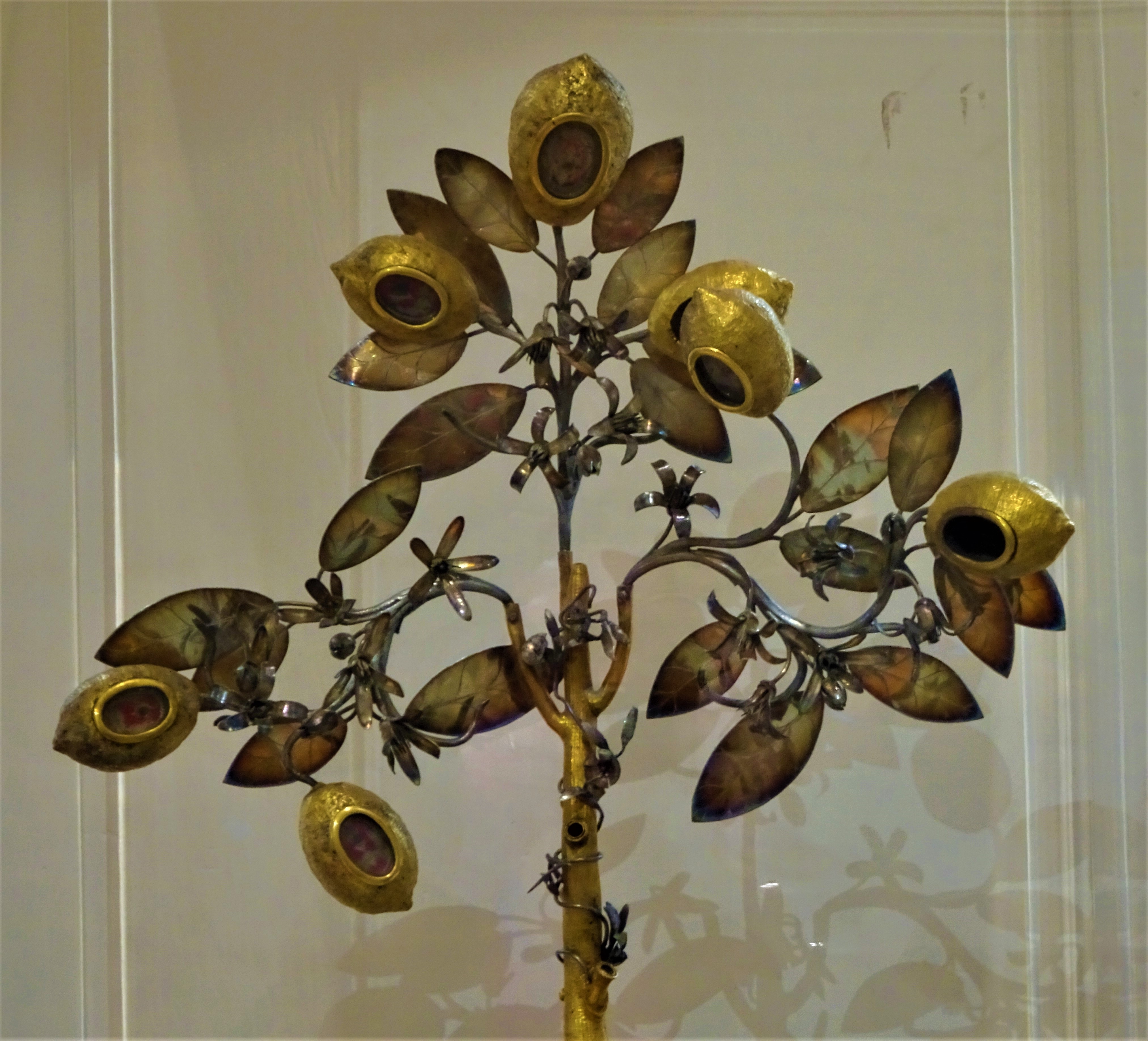
Reliquiario
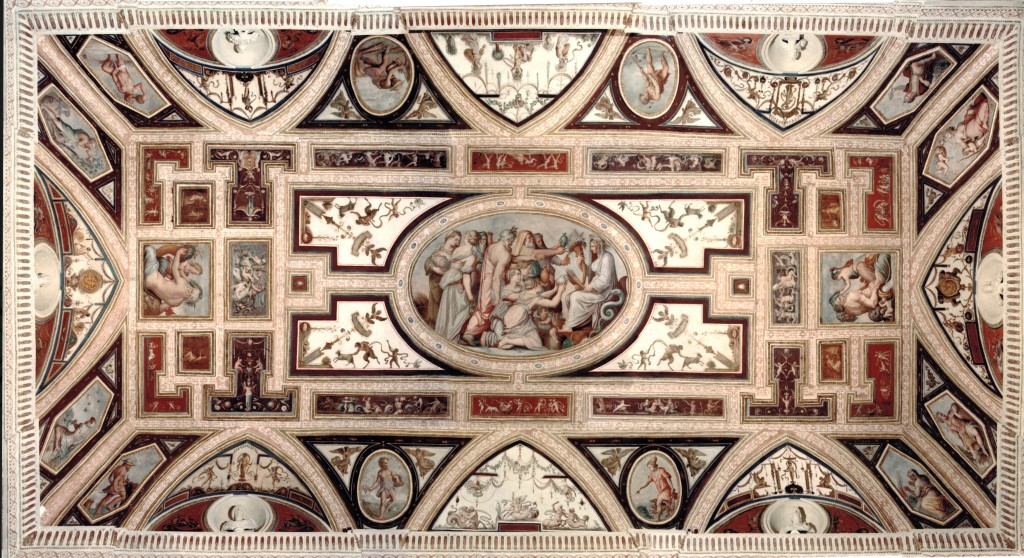
Affreschi Altoviti - Giorgio Vasari
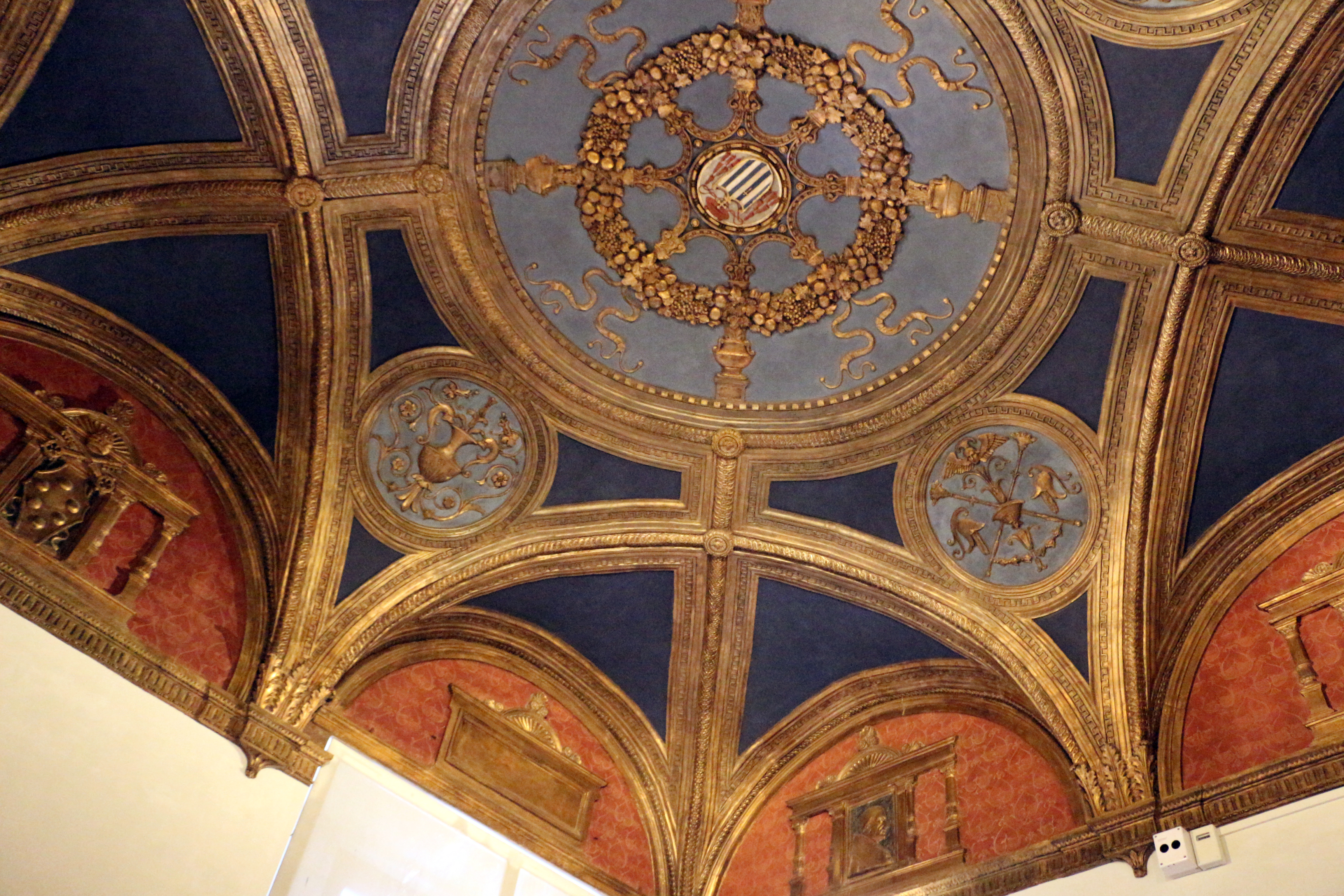
Soffitto con stemmi (tra cui lo stemma della famiglia Medici)